# Reinhold Ewald
Reinhold Ewald (Mönchengladbach, 18 dicembre 1956) è un astronauta e fisico tedesco.
Nel 1983 si è diplomato in fisica sperimentale presso l'Università di Colonia dove, nel 1986, ha conseguito anche il PhD. È sposato ed ha tre figli, pratica il calcio ed è cintura nera di karate.
Nel 1990 è stato selezionato nel gruppo di astronauti tedeschi ed ha seguito l'addestramento per prendere parte ad una missione con equipaggio verso la stazione spaziale russa Mir. È stato la riserva di Flade nella missione Sojuz TM-14. Nel febbraio 1997 è partito verso la Mir con la missione Sojuz TM-25. Ha trascorso in orbita 19 giorni, 16 ore e 34 minuti durante i quali ha eseguito esperimenti di biomedicina, di scienza dei materiali e dei test in funzione della ISS. È rientrato sulla Terra con la Sojuz TM-24.
Nel 1999 è entrato nel gruppo di astronauti dell'ESA.